# Содзай Пантокомуком
Содзай Пантокомуком (тай. สดใส พันธุมโกมล; нар. 18 березня 1934 року, Бангкок, Сіам) — тайська акторка, викладачка драматичного мистецтва.
Також відома під сценічним ім'ям Сонді Содзай, яке використовувала під час участі в різних кінопроєктах у США. Повернувшись до Таїланду, Содзай влаштувалася викладачем на факультеті мистецтв в університеті імені Чулалонгкорна в Бангкоку. Вона є засновником першого в Таїланді факультету драматичного мистецтва. За багаторічну кар'єру Содзай Пантокомуком продюсувала декілька десятків театральних постановок. А в 2011 році отримала звання Народного артиста (драматичне мистецтво).

## Навчання і кар'єра
Содзай Пантокомуком народилася 18 березня 1934 року в Бангкоку в родині професора і завідувача кафедри біології в університеті імені Чулалонгкорна. Содзай отримала ступінь бакалавра в університеті імені Чулалонгкорна. Після закінчення університету Содзай поїхала до Америки за програмою Фулбрайта. У США дівчина повинна була навчатися за програмою «англійська мова як іноземна», але до початку занять попросила про переведення на програму з вивчення драматичного мистецтва. В рамках програми Фулбрайта Содзай Пантокомуком навчалася в університеті Північної Кароліни в Чапел-Гілл, де вивчала акторську майстерність, режисуру і драматургію. В університеті вона часто грала головні ролі в різних спектаклях і постановках. На одному з таких заходів її помітили і запросили на шоу «Сьогодні ввечері» (англ. The Tonight Show) зі Стівом Алленом. Сотсай отримала пропозицію від студії звукозапису Liberty Records і записала пісню під сценічним ім'ям Сонді. Ця пісня була використана в американському серіалі про приватного детектива Майка Гаммера.
Пізніше Содзай перевелася до Каліфорнійського університету в Лос-Анджелесі. У ці роки одна з найбільших американських кіностудій Fox Studios запропонувала Содзай контракт на сім років. Молода актриса відмовилася, оскільки вважала, що необхідно завершити навчання в університеті.
За час своєї акторської кар'єри в Голлівуді вона знялася в декількох серіалах. Зокрема, Содзай Пантокомуком зіграла роль Сонді у другому сезоні американського серіалу «Пригоди в раю», який почали показувати на телеканалі ABC в 1960 році. Крім того, Содзай запросили знятися в популярному ситкомі The Lucy-Desi Comedy Hour на каналі CBS. У 1959 році вона представляла Таїланд на конкурсі краси Міс Всесвіт. У Сполучених Штатах Америки Содзай доводилося використовувати сценічне ім'я Сонді Содзай, оскільки її прізвище важко вимовляти американців та європейців.
Завершивши навчання в Каліфорнійському університеті, Содзай повернулася до Таїланду. Вона влаштувалася викладачем на факультеті мистецтв у університет імені Чулалонгкорна. В той період в навчальних програмах таїландських університетів не було предмету «драматичне мистецтво». У 1970 році Содзай стала засновником факультету драматичних мистецтв. Вона особисто розробила навчальну програму. В одному зі своїх інтерв'ю Содзай Пантокомуком говорила, що спочатку було дуже важко знайти приміщення для репетицій і навчальних постановок, тому їй та її учням доводилося проводити репетиції в університетських коридорах і навіть на вулиці.
Содзай написала і поставила велику кількість вистав: «Скляна лялька», «Дорогий», «Народжений, щоб грати», «Переможений», «Самаритянин у Сичуані». Прем'єра «Хорошого перекладача», останнього спектаклю, який вона поставила, відбулася в 2009 році. Содзай є автором сценарію серіалу за мотивами роману Чату Кобтітті «Вирок».

## Особисте життя
Содзай вийшла заміж за Тронга Пантумкомона, професора медичного факультету університету імені Чулалонгкорна. У них народилось троє дітей. У 2011 році Содзай отримала звання Народного артиста Таїланду за внесок у тайське театральне мистецтво. На її честь був названий перший в Таїланді конкурс драматургії. Журнал Ying Thai назвав її найвпливовішою жінкою в індустрії розваг Таїланду.